# Strobiloestrus vanzyli
Strobiloestrus vanzyli är en tvåvingeart som beskrevs av Zumpt 1961. Strobiloestrus vanzyli ingår i släktet Strobiloestrus och familjen styngflugor.
Artens utbredningsområde är Zambia. Inga underarter finns listade i Catalogue of Life.